# 시스멕스
시스멕스 주식회사(일본어: シスメックス株式会社)는 효고현 고베시에 본사를 두고 있는 의료 기기 제조 업체이다. 세계 190개국에서 사업을 전개한다.
헤마트로지(혈구계수분야), 혈액응고분야, 소변침사검사분야에서 세계 1위이다.